# Tribolonotus
Tribolonotus é um gênero de lagartos da família scincidae.

## Espécies
- Tribolonotus annectens
- Tribolonotus blanchardi
- Tribolonotus brongersmai
- Tribolonotus gracilis
- Tribolonotus novaeguineae
- Tribolonotus ponceleti
- Tribolonotus pseudoponceleti
- Tribolonotus schmidti